# Argyrotheca rubrocostata
Argyrotheca rubrocostata är en armfotingsart som beskrevs av Cooper 1977. Argyrotheca rubrocostata ingår i släktet Argyrotheca och familjen Megathyrididae. Inga underarter finns listade i Catalogue of Life.